# Madame Vaudé-Green
Madame Vaudé-Green, geboren Marie Melina Grin (* 3. Juni 1822 in Troyes; † 1902 in Mâcon), war eine französische Fotografin, die in den 1850er und 1860er Jahren in Paris tätig war und sich auf die Fotografie von religiösen Werken spezialisierte.

## Biografie
Madame Vaudé-Green wurde am 3. Juni 1822 unter dem Namen Marie Melina Grin in Troyes geboren. Sie war die Tochter von Joseph Pierre Grin, einem Postkontrolleur, und Marie Rosalie Duparcq. Im Jahr 1848 heiratete sie in derselben Stadt Louis Édouard Vaudé, damals Angestellter und späterer Bankier. Das Paar tritt fortan unter dem Namen Vaudé-Grin oder Vaudé-Grinn auf.
1855 berichtete die Presse über die Gründung eines neuen Fotoateliers unter dem Namen Photographie catholique, das „M. Vaudé-Green“ gehörte und sich auf die „Reproduktion von Meisterwerken der religiösen Malerei auf Papier“ spezialisierte. Die Abzüge, Reproduktionen von Rubens, Fra Bartolommeo und Poussin, werden zu relativ „billigen“ Preisen zum Verkauf angeboten.
In einem späteren Artikel wird erläutert, wie das Studio funktionierte: „Madame Vaudé-Green gründete ein Fotoatelier (...) Die Künstlerinnen des neuen Ateliers sind zwei Damen, Madame Vaudé-Green und eine ihrer Verwandten. Sie nehmen die Negative selbst auf und stellten die Positive mit einer wirklich sehr bemerkenswerten Geschicklichkeit her. Ihr Hauptziel ist die Anwendung der Fotografie auf Werke der religiösen Kunst und die möglichst genaue Wiedergabe der schönen Kompositionen, welche die großen Meister inspiriert hatten (...) Wenn es ihnen nicht möglich war, das Gemälde selbst zu bearbeiten, kopiert Madame Vaudé-Green zumindest die berühmtesten Stiche.“ Madame Vaudé-Green wird schnell als einzige zitiert und ihr technisches Können fällt auf. Ihr Ehemann und ihre „Verwandte“ werden nicht mehr erwähnt. Das Atelier war damals in der 8 rue de Milan, im 9. Arrondissement.
1856 präsentierte Madame Vaudé-Green in Paris eine große Anzahl Reproduktionen von Stichen. Mehr als zweihundert religiöse Werke werden in zwei verschiedenen Formaten angeboten und von Pariser Papierherstellern und Druckverlagen vermarktet. Die Presse war begeistert. Die Qualität und Finesse ihrer Arbeit erweckte Bewunderung, und die Rolle, die sie bei der Popularisierung religiöser Kunst in der breiten Öffentlichkeit spielt, wird hervorgehoben. Ein Journalist des englischen Magazins Photographic Notes erwähnt die Möglichkeit, dass die Fotografie eines Tages vielen jungen Mädchen, die sonst dazu bestimmt wären, Gouvernanten oder Näherinnen zu werden, angenehme und einträgliche Jobs bieten könnte. In „La Lumière“ wurde „die beachtliche Arbeit, die Frau Vaudé-Green geleistet hat, und die Intelligenz, mit der sie die schönsten Juwelen in diesem herrlichen Ensemble von Meisterwerken auswählen konnte“ betont.
Im selben Jahr nahm sie an der Ausstellung für industrielle Kunst in Brüssel teil, an deren Ende sie wie Charles Nègre oder Nadar eine Medaille ohne Erwähnung erhielt. 1859 nahm sie an der dritten Ausstellung der Französischen Gesellschaft für Fotografie teil, wo sie Reproduktionen von Gemälden, die einer Zeichnung nach „Die Hochzeit zu Kana“ von Veronese, sowie eine Innenansicht eines Palastes präsentierte. Die Abdrücke werden mit einer zentralisierenden Kegellinse gemacht, die 1855 von Jamin patentiert wurde. Die Rezeption war kritischer Natur. Gleichzeitig zog sie in das Viertel Batignolles, in die Rue d'Orléans-Batignolles 36, später Rue Legendre.
Zwischen 1861 und 1863 kam es zu einem Rechtsstreit zwischen ihr und Alphonse Bernoud, einem in Italien lebenden französischen Fotografen und Mitglied der SFP, der ihre Dienste in Anspruch genommen hatte. Es ging darum, ob Madame Vaudé-Green alte Gemälde vom Original reproduziert oder moderne Bilder neu fotografiert hat oder nicht. Danach tritt sie nicht mehr als Fotografin in Erscheinung.
Marie Melina Grin, Witwe von Édouard Vaudé, starb im Jahre 1902 im Alter von achtzig Jahren in Mâcon.

## Nachfolger
Um 1863 wurde ihr Atelier, immer noch unter der Bezeichnung Photographie catholique, von Jeanne Laplanche übernommen, die mit ihrem Mann Saint-Ange Laplanche als Architektin gleich nebenan in der 34, rue d'Orléans-Batignolles niedergelassen war. Nachdem die Straße umbenannt wurde, lautete die Adresse des Ateliers 87 rue Legendre. Außer Fotokarten und einer Reihe von Ansichten des pompejanischen Hauses des Prinzen Jérôme Napoléon in der Avenue Montaigne, die im Musée Carnavalet aufbewahrt werden, sind nur wenige Spuren ihrer Produktion erhalten geblieben.
Um 1870 überließ Jeanne Laplanche das Atelier ihrerseits. Das Atelier wurde bis 1876 zur Filiale der Fotografin Angelina Trouillet, die den Namen Photographie catholique beibehielt.

## Sammlungen
- Bibliothèque nationale[24]
- Photo Discovery[22]

## Ausstellungen
- 4. Oktober 2015 – 24. Januar 2016. Qui a peur des femmes photographes? Paris, musée d’Orsay, musée de l’Orangerie[25]